# Lista das campeãs do carnaval de Taubaté
A lista abaixo apresenta a relação de escolas de samba campeãs do carnaval de Taubaté.

## Grupo Especial
| Ano  | Campeã                             | Ref.        |
| ---- | ---------------------------------- | ----------- |
| 1974 | Boêmios da Estiva                  |             |
| 1975 | Império do Morro                   |             |
| 1976 | Boêmios da Estiva                  |             |
| 1980 | Mocidade Alegre da Vila das Graças | [ 1 ]       |
| 1981 | Mocidade Alegre da Vila das Graças | [ 1 ]       |
| 1982 | Acadêmicos do Chafariz             |             |
| 1983 | Mocidade Alegre da Vila das Graças | [ 1 ]       |
| 1984 | Democratas Unidos da Independência |             |
| 1985 | Estrela do Morro                   |             |
| 1987 | Mocidade Unida da Vila IAPI        |             |
| 1989 | Acadêmicos do Chafariz             |             |
| 1992 | Democratas Unidos da Independência |             |
| 1993 | Embaixada da Vila São José         |             |
| 1995 | Acadêmicos do Chafariz             |             |
| 1996 | Boêmios da Estiva                  |             |
| 1998 | Boêmios da Estiva                  |             |
| 2001 | Boêmios da Estiva                  |             |
| 2002 | Mocidade Alegre da Vila das Graças | [ 1 ]       |
| 2003 | Mocidade Alegre da Vila das Graças | [ 1 ]       |
| 2004 | Boêmios da Estiva                  |             |
| 2005 | Boêmios da Estiva                  |             |
| 2006 | Mocidade Alegre da Vila das Graças | [ 1 ]       |
| 2007 | Boêmios da Estiva                  |             |
| 2008 | Boêmios da Estiva                  |             |
| 2009 | Embaixada da Vila São José         | [ 2 ]       |
| 2010 | Mocidade Alegre da Vila das Graças | [ 1 ]       |
| 2011 | Mocidade Alegre da Vila das Graças | [ 3 ]       |
| 2012 | Boêmios da Estiva                  | [ 4 ]       |
| 2013 | Boêmios da Estiva                  | [ 5 ]       |
| 2014 | Boêmios da Estiva                  | [ 6 ]       |
| 2015 | Mocidade Alegre da Vila das Graças | [ 7 ]       |
| 2016 | Boêmios da Estiva                  | [ 8 ] [ 9 ] |
| 2017 | Boêmios da Estiva                  | [ 10 ]      |
| 2018 | Unidos do Parque Aeroporto         | [ 11 ]      |

## Grupo de acesso
| Ano  | Campeã                      | Ref.   |
| ---- | --------------------------- | ------ |
| 1984 | Mocidade Unida da Vila IAPI |        |
| 2007 | Vai Quem Quer               |        |
| 2008 | Embaixada Vila São José     |        |
| 2009 | Unidos do Parque Aeroporto  | [ 2 ]  |
| 2010 | Império do Morro            | [ 1 ]  |
| 2011 | Acadêmicos da Santa Fé      |        |
| 2012 | Boêmios do Morro            | [ 4 ]  |
| 2013 | Acadêmicos do Bonfim        | [ 5 ]  |
| 2014 | Unidos do Parque Aeroporto  | [ 6 ]  |
| 2015 | Acadêmicos do Chafariz      | [ 7 ]  |
| 2016 | Unidos do Parque Aeroporto  | [ 8 ]  |
| 2017 | Boêmios do Morro            | [ 10 ] |